# Proctitis
Proctitis is een ontsteking van de anus en het rectum waarbij alleen de laatste 15 cm zijn aangedaan. Proctitis wordt onder meer gekenmerkt door diarree, bloeding, linkszijdige lage buikpijn en continue aandrang. De aandoening kan verschillende oorzaken hebben, zoals de ziekte van Crohn, coeliakie, SOA's en trauma.